# Лань Юй (генерал)
Лань Юй (藍玉; казнен 22 марта 1393 года) — китайский военачальник и политический деятель ранней династии Мин. Его родовой дом находился в современном уезде Динъюань провинции Аньхой. В 1393 году Лань Юй был обвинен в измене и заговоре с целью восстания и казнен Чжу Юаньчжаном. Около 15 000 человек были замешаны в этом деле и казнены Чжу в рамках Четырех основных дел ранней династии Мин.

## Биография
Согласно Истории Мин, в ранние годы Лань Юй был подчиненным Чан Ючуня, другого генерала под командованием лидера повстанцев Чжу Юаньчжана (позже императора династии Мин Хунъу). Лань Юй также был младшим братом жены (шурином) Чан Ючуня. Поскольку Лань Юй проявил храбрость в бою, Чан Ючунь много раз хорошо отзывался о нем перед Чжу Юаньчжаном, и позже Лань был повышен от гуаньцзюнь чжэньфу (管軍鎮撫) до административного сотрудника в канцелярии главнокомандующего (大都督府僉事). В 1371 году Лань Юй последовал за Фу Юдэ, чтобы напасть на Шу (охватывающий современный Сычуань) и завоевать Мяньчжоу (綿州) вокруг современного Мяньяна. В 1372 году он сопровождал Сюй Да в походе против династии Северная Юань в Монголии, выйдя из перевала Яньмэнь и разбив юаньскую армии у горы Луань (亂山) и у реки Тула (土剌河). Семь лет спустя он последовал за Му Ином, чтобы напасть на Тибет, захватив трех вождей племен и около тысячи человек. За свои усилия в 1379 году Лань Юй был удостоен титула «маркиз Юнчан» (永昌侯), в дополнение к получению 2500 дан (石) зерна и шицюань (世券), разновидность мемориальной доски, которую император даровал чиновникам в знак признания их заслуг.
Китайцы хуэй обычно утверждают, что Лань Юй тоже был хуэй.
В 1381 году Лань Юй был назначен «левым заместителем генерала, завоевавшим юг» (征南左副將軍) и сопровождал Фу Юдэ, чтобы напасть на Юньнань и умиротворить регион. Он был награжден 500 данами зерна, а его дочь получила титул «Принцесса-консорт Шу» (蜀王妃). В 1387 году Нахачу (納哈出) из Северного Юаня вторгся в Ляодун, и император Хунву послал Фэн Шэна с Лань Юем и Фу Юдэ в качестве его правого и левого заместителей соответственно вместе с 200-тысячной армией, чтобы напасть на него. Нахачу потерпел поражение и сдался. Лань Юй разместил армию в Цзичжоу (薊州).
В 1388 году минский император Хунъу назначил Лань Юя главнокомандующим (大將軍) и отправил его со 150 000 солдат для нападения на правителя Северного Юаня Усхал-хана. В четвертый лунный месяц того же года силы Лан Юя прибыли к озеру Буир и разгромили армию Северного Юаня, захватив членов семьи Усхал-хана, насчитывающих более 100 человек, более 77 000 гражданских лиц, более 150 000 голов домашнего скота, а также несколько ценных предметов, в том числе императорские печати Усхал-хана. Усхал-хан пытался бежать в старую столицу Монгольской империи Каракорум, но был убит вскоре после поражения. Император Хунъу был доволен, когда получил известие о победе Лань Юя, и намеревался даровать Ланю титул «герцога Ляна» (梁國公), но изменил китайский иероглиф «Лян» с «梁» на «涼» после того, как он услышал что Лан захватил себе монгольскую знатную даму и надругался над ней. Это привело к изменению территории, которая должна была стать герцогством Лань Юя. Несмотря на это, Хунъу по-прежнему хвалил Лань Юя как «сравнимого с Вэй Цин из династии Хань».
В 1392 году сдавшийся юаньский генерал Юэлутемур (月魯帖木兒) восстал в Цзяньчане (современный Сичан, Ляншаньский автономный округ, Сычуань), и Лан Юй был послан для подавления восстания. Лань Юй подавил восстание и захватил Юэлутемура и его сына и за свои достижения был назначен наставником наследного принца (太子太傅).
По мере того, как он добился большего количества достижений, Лан Юй становился более высокомерным, самодовольным и необузданным. Он начал злоупотреблять своей властью и положением, вел себя жестоко и безрассудно, иногда даже проявляя неуважение к императору. Однажды, после того как он захватил землю у крестьян в Дунчане (東昌), чиновник допросил его о его действиях, но Лань Юй в гневе прогнал чиновника. В другом случае, когда Лань Юй вернулся из похода на север, он прибыл на перевал Сифэн (喜峰關).), где охранники отказали ему во входе, так как была уже поздняя ночь, но Лан повел своих людей, чтобы пробиться. Когда он был на войне, Лань Юй иногда также понижал в должности офицеров по собственному желанию и игнорировал приказы, вплоть до того, что шел в бой без разрешения. Во время своего назначения наставником наследного принца Лань Юй был недоволен тем, что его должность была ниже, чем у герцогов Сун и Ин, поэтому он воскликнул: «Разве я не подхожу для должности императорского наставника (太師)?» Император Хунву еще больше рассердился на Лань Юя, узнав об этих инцидентах.
Лан Юй имел близкую дружбу с наследным принцем Чжу Бяо. Однажды после того, как Лань Юй вернулся из похода против монголов, он предупредил наследного принца, что Чжу Ди (принц Янь и будущий император Юнлэ) кажется вероятной угрозой его преемственности. Чжу Ди слышал об этом, поэтому после смерти Чжу Бяо в 1392 году он предупредил императора Хунву, что Лань Юй и другие пионеры-основатели династии становятся угрозой для престола и с ними следует разобраться, прежде чем они выйдут из-под контроля. Лань Юй и другие не сдерживали себя и продолжали вести себя так же, как и они. Примерно в это же время Хунву уже строил планы по их устранению. Пять месяцев спустя, когда Хунъу назначил сына Чжу Бяо Чжу Юньвэня (будущего императора Цзяньвэня) в качестве нового наследного принца он позволил Лан Ю продолжать служить наставником наследного принца.

## Смерть
Во втором лунном месяце 1393 года командир Цзиньи-вэй (тайной полиции) Цзян Хуань (蔣 瓛) обвинил Лань Юя в заговоре с восстанием, и в резиденции Ланя Юя был проведен обыск, и было найдено около 10 000 японских мечей. Император Хунъу немедленно казнил Лань Юя по обвинению в государственной измене. Клан Лань Юя был истреблен до третьей степени, а его имущество конфисковано. В этом инциденте было замешано и казнено более 15 000 человек, в том числе 12 маркизов и два графа. Этот инцидент исторически известен как Дело Лань Юй (藍玉案). Считалось, что император Хунву организовал его смерть, чтобы устранить любую угрозу для своего преемника Чжу Юньвэня; по иронии судьбы, смерть Лань Юя во многом способствовала падению Чжу Юньвэня, поскольку после его смерти не было способных генералов, которые могли бы помешать могущественному Чжу Ди (будущему императору Юнлэ) узурпировать трон после смерти императора Хунъу.